# دهستان علی‌جمال
دهستان علی‌جمال، دهستانی در بخش مرکزی شهرستان بشرویه است. مرکز این دهستان روستای غنی‌آباد است. این دهستان، بر اساس سرشماری سال ۱۳۸۵، تعداد ۳٬۶۱۲ نفر جمعیت داشته‌است.
از روستاهای مهم این دهستان، می‌توان به غنی‌آباد، شهرک امام خمینی و نیگنان اشاره کرد.